# Национальный институт статистики и географии Мексики
Национальный институт статистики и географии Мексики (исп. Instituto Nacional de Estadística y Geografía, сокр. INEGI) — мексиканская правительственная организация, осуществляющая сбор и систематизацию статистической, демографической, географической и экономической информации о стране. INEGI создана 25 января 1983 года в результате слияния Бюро статистики (исп. Dirección General de Estadística, сокр. DGE, основанного в 1882 году) и Бюро географии (основанного в 1968 году). Штаб-квартира INEGI расположена в городе Агуаскальентес, в штате Агуаскальентес (ранее располагалась в Мехико).
Ранее INEGI была ответственна за политику учреждений Мексики в области информационных технологий (отсюда слово «информатика» в прежнем названии Instituto Nacional de Estadística, Geografía e Informática), но в 2001 году, эта функция была передана Секретариату мексиканской гражданской службы (англ. Secretary of the Mexican Civil Service, сокр. SMCS).

## Обязанности
Сбор и систематизация статистической информацией в целях обеспечения национальных интересов. Регулирование, координация и содействие развитию национальной статистической системы в целях удовлетворения статистической информацией различных слоёв общества.

## Структура
Центральная структура INEGI, в настоящее время, включает в себя семь бюро:
1. Центральное бюро статистики
2. Центральное бюро национальных счетов
3. Центральное бюро географии
4. Центральное бюро кадастровой картографии
5. Центральное бюро информационной политики
6. Общее бюро распространения данных
7. Административная область

Кроме этого, INEGI имеет разветвлённую региональную структуру, производящую мониторинг и предоставляющую информации в различных областях на территории страны.

## Деятельность

### Демография
- Проводит перепись населения (последняя по времени перепись проведена в 2020 году, El Censo de Población y Vivienda 2020 (Censo 2020)).

### Макроэкономика
- Рассчитывает и публикует данные об основных индикаторах в стране, включая макроэкономические, налоговые, данные о занятости и безработице.

### Исследования
- Собирает и систематизирует информацию в области рыболовства, горнодобывающей промышленности, производства электроэнергии, водных ресурсов, обрабатывающей промышленности, строительства, транспорта и логистики. Раз в пять лет издаёт отчёт о состоянии этих в этих областях.

### Картография
- Разрабатывает стандарты и методику по стандартизации географической информации в стране.
- Проводит научные исследования в области географии и картографии.
- Создаёт и возглавляет Национальный реестр информации.
- Выполняет картографические работы, необходимые для соблюдения международных договоров и конвенций в определении и демаркации международных границ, в том числе в исключительной экономической зоне.
- Проводит аэрофотосъёмки.
- Разрабатывает стандарты, политику и методы, которым надлежит следовать при разработке кадастровой и картографической информации.
- Координирует деятельность по созданию и уточнению системы цифровых карт.
- Поддерживает целостность кодификации населённых пунктов (Код INEGI).